# Stenus ashei
Stenus (Hypostenus) ashei – gatunek chrząszcza z rodziny kusakowatych i podrodziny myśliczków (Steninae).
Gatunek ten został opisany w 2006 roku przez Volkera Puthza na podstawie 3 okazów. Klasyfikowany jest w grupie gatunków S. denticollis.
Ciało długości od 4,1 do 4,5 mm, czarne, bardzo lśniące, bez metalicznego połysku. Punktowanie głowy i przedplecza grube i umiarkowanie gęste, zaś odwłoka umiarkowanie delikatne do delikatnego i rzadkie. Czułki o jasnobrązowej nasadzie i brązowej połowie wierzchołkowej. Uda w nasadowych ⅔ żółtawobrązowe. Dziewiąte sternum spiczaste wierzchołkowo-bocznie. Samce mają szeroki środkowy płat edeagusa z wąską, lacentowatą częścią wierzchołkową. Płat subapikalny jest wklęśnięty i opatrzony kilkoma delikatnymi szczecinami. Faliste, opatrzone około 27 szczecinami paramery znacznie przewyższają długością środkowy płat edeagusa.
Chrząszcz neotropikalny, znany wyłącznie z kostarykańskiej prowincji Puntarenas.